# Infrastructure et superstructure

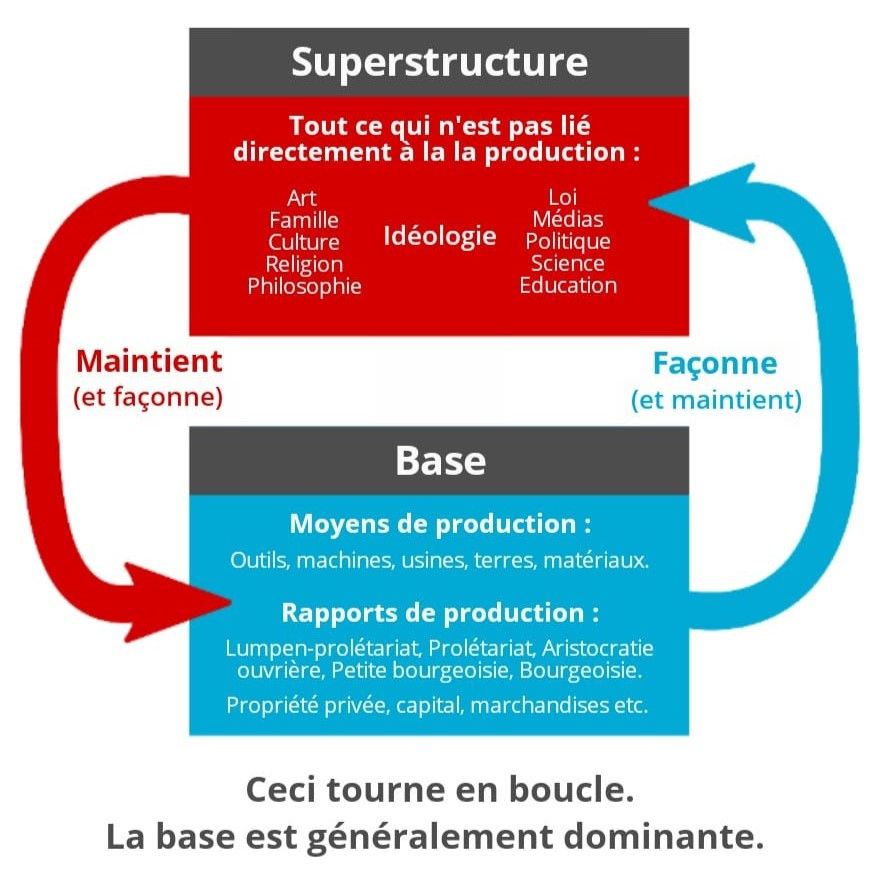
Diagramme montrant la relation entre base et superstructure dans la théorie marxiste

Pour les articles homonymes, voir Superstructure.
L'infrastructure (ou base matérielle) et la superstructure sont une paire de concepts philosophiques clefs du marxisme. Développés par Karl Marx et Friedrich Engels, ils permettent de décrire les interactions mutuelles entre les institutions sociales et les modes de production dans le maintien de l'ordre social.

## Concepts

### Extraits
Cette idée d'infrastructure (base) et de superstructure se trouve au sein de cet extrait de la Contribution à la critique de l'économie politique écrite par Karl Marx en 1859 :

« L'ensemble de ces rapports de production constitue la structure économique de la société, la base [infrastructure] concrète sur laquelle s'élève une superstructure juridique et politique et à laquelle correspondent des formes de conscience sociales déterminées. Le mode de production de la vie matérielle conditionne le processus de vie social, politique et intellectuel en général. Ce n'est pas la conscience des hommes qui détermine leur être ; c'est inversement leur être social qui détermine leur conscience. À un certain stade de leur développement, les forces productives matérielles de la société entrent en contradiction avec les rapports de production existants, ou, ce qui n'en est que l'expression juridique, avec les rapports de propriété au sein desquels elles s'étaient mues jusqu'alors. De formes de développement des forces productives qu'ils étaient ces rapports en deviennent des entraves. Alors s'ouvre une époque de révolution sociale. Le changement dans la base économique bouleverse plus ou moins rapidement toute l'énorme superstructure. Lorsqu'on considère de tels bouleversements, il faut toujours distinguer entre le bouleversement matériel - qu'on peut constater d'une manière scientifiquement rigoureuse - des conditions de production économiques et les formes juridiques, politiques, religieuses, artistiques ou philosophiques, bref, les formes idéologiques sous lesquelles les hommes prennent conscience de ce conflit et le mènent jusqu'au bout. Pas plus qu'on ne juge un individu sur l'idée qu'il se fait de lui-même, on ne saurait juger une telle époque de bouleversement sur sa conscience de soi ; il faut, au contraire, expliquer cette conscience par les contradictions de la vie matérielle, par le conflit qui existe entre les forces productives sociales et les rapports de production. Une formation sociale ne disparaît jamais avant que soient développées toutes les forces productives qu'elle est assez large pour contenir, jamais des rapports de production nouveaux et supérieurs ne s'y substituent avant que les conditions d'existence matérielles de ces rapports soient écloses dans le sein même de la vieille société. »

### Infrastructure
L'infrastructure, que Marx désigne sous le terme de « base » (en allemand : bau) désigne ce qui est relatif à la production. Il s'agit des conditions de production (climat, ressources naturelles) ; des forces productives (outils, machines) ; et aussi des rapports de production, c'est-à-dire de la manière dont les classes sociales sont organisées en vertu de leur place dans la production (classes sociales, domination, aliénation, salariat…).

### Superstructure
L'infrastructure permet et produit la superstructure (ou Überbau : « édifice »). La superstructure désigne l'ensemble des idées d'une société, c'est-à-dire ses productions non matérielles. Les institutions politiques, comme l'école, permettent de traduire l'idéologie bourgeoise capitaliste. Les lois en seraient la traduction. La religion, mais aussi la philosophie, la morale et l'art en feraient également partie. Tout cela déterminerait la conscience de soi.

## Dynamiques de détermination
Pour Marx et Engels, au contraire d'interprétation postérieures de leurs travaux, il n'y a pas de rapport de détermination directe mécanique entre la base matérielle et les superstructures, car les idéologies dépendent aussi des rapports sociaux. L'infrastructure est composée des forces productrices (les ressources naturelles et les machines, ainsi que la force de travail), et des rapports de production (qui selon Marx, sont responsables de la société). De cette infrastructure, qui régule l'activité de production, découle la superstructure. La superstructure possède trois paliers : tout d'abord les formes politiques et juridiques, c'est-à-dire l’État (une « communauté illusoire » pour Marx, puisqu'il n'est que le résultat de l'infrastructure), puis, en deuxième position, les représentations intellectuelles et collectives que sont la religion, la philosophie ou l'art. Et enfin, la conscience de soi arrive en dernier. La conscience individuelle est, pour Marx, la somme des illusions qu'on se fait sur soi-même, car elle est pur produit de la société, née du travail.
Cette conception marxiste explique le changement social qui est impulsé par les transformations du système de production. Par exemple, la révolution industrielle a contribué à transformer la société féodale en une société industrielle, ce qui implique que l'évolution de l'infrastructure (mécanisation, industrialisation, prolétarisation...) a engendré une évolution de la superstructure (développement du protestantisme, du rationalisme, du libéralisme…). Au contraire, la superstructure est là pour maintenir en place le mode de production. Marx l'illustre avec l'exemple de la philosophie de Hegel (et l'idéalisme allemand en général dans L'Idéologie allemande), mouvement des idées qui visent à la conservation de l'ordre bourgeois, et de la production capitaliste.

## Postérité
Le terme « infrastructure » n'est pas présent dans l’œuvre de Marx, et semble être un ajout plus récent, se substituant au terme originel de « structure ».
Antonio Gramsci s'appuie sur les notions de base et de superstructure pour élaborer son concept de bloc historique.
Louis Althusser reprend la position de Marx pour le critiquer, en écrivant que la superstructure peut obtenir une autonomie vis-à-vis de l'infrastructure.
Pierre Bourdieu critique cette paire de concepts marxistes, considérant qu'elle reproduit la dichotomie corps–esprit (distinction matérialisme–idéalisme).